# Nor-Am Cup 1993
La Nor-Am Cup 1993 fu la 18ª edizione della manifestazione organizzata dalla Federazione Internazionale Sci.
In campo maschile il canadese Thomas Grandi si aggiudicò sia la classifica generale sia quella di slalom gigante; i suoi connazionali Brian Stemmle, Cary Mullen e Rob Crossan vinsero rispettivamente quelle di discesa libera, di supergigante e di slalom speciale. Lo statunitense Casey Puckett era il detentore uscente della Coppa generale.
In campo femminile la statunitense Kristi Terzian si aggiudicò sia la classifica generale, sia quella di slalom speciale; le canadesi Lindsey Roberts e Michelle McKendry vinsero rispettivamente quelle di discesa libera e di supergigante, la statunitense Shannon Nobis quella di slalom gigante. La statunitense Picabo Street era la detentrice uscente della Coppa generale.